# Надежда Попова
Надежда Васиљевна Попова (укр. Надія Василівна Попова, рус. Наде́жда Васи́льевна Попо́ва; 17. децембар 1921 — 8. јул 2013), била је совјетски пилот, учесница Великог отаџбинског рата и херој Совјетског Савеза.

## Биографија
Попова је рођена у Шабановки, Орловска област, Русија, 17. децембра 1921. године. Као ћерка железничара одрасла је близу површинских копова угља у Доњецку, у Украјини. Као тинејџер волела је музику, песму и плес и често је учествовала у аматерским представама и мјузиклима, маштајући о томе да једног дана постане глумица. Часопис "Економист" је писао да је "била слободног духа и да би јој све лако досадило; волела је танко, фокстрот и да пева уз џез. Тако се осећала слободном." Када је у близини њеног села слетео мали авион, заљубила се у авијацију и са 15 година пријавила се у једриличарску школу без родитељског знања. "Сваки пут када је прилазила авиону, стомак би јој се везао у чвор; сваки пут кад би узлетела, изнова би осећала узбуђење."
1937. године, у својој 16 години, извела је свој први скок падобраном и свој први соло лет. Упркос противљењу својих родитеља, наставила је да се бави летењем и добила је летачку дозволу.
Првобитно није била примљена у летачку школу али је, након интервенције Полине Осипенко, инспектора авијације за Московски војни округ, добила дозволу да упише Кершонску летачку школу на којој је дипломирала са 18 година и постала инструктор летења.

### Други светски рат
На почетку Другог светског рата Попова се добровољно пријавила у ратно ваздухопловство, али је влада била забранила учешће жена у борби због чега је била одбијена. Међутим, већ у октобру 1941. године Јосиф Стаљин је издао наређење за формирање три ваздухопловна пука састављена од жена пилота.
Попову, чији брат Леонид је погинуо на фронту 1941. године и чији дом је био окупиран од стране немачких снага је послала Марина Раскова у Енгелс како би се придружила осталим женама које су започеле обуку за војне пилоте. По завршетку обуке придружила се ноћном бомбардерском пуку и напредовала је до положаја команданта 2. женског пука (1941—1945), који је летео на двокрилним авионима Поликарпов По-2, који су пре рата коришћени за запрашивање усева. Женски пук летео је искључиво ноћу; њихови авиони, који нису били опремљени са митраљезима, радио уређајима, радаром или падобранима, били би лака мета по дану.
Дана 10. марта 1942. године, Попова је предводила формацију авиона на тренажном лету када су се два авиона изгубила у снежној олуји и разбила о земљу. Женске посаде оба авиона које су погинуле при паду биле су први губици које је њена јединица претрпела. По завршетку обуке послата је у борбу, на делу фронта који је био близу њеног родног краја. Њен пук био је познат по имену "Ноћне вештице" које су му наденули Немци "зато што је звук шуштања које су производили њихови авиони од шперплоче и платна подсећали Немце на звук вештичије метле".
Попова је оборена неколико пута током своје трогодишње летачке службе, али никада није била тешко рањена. 2. августа 1942. године била је на извиђачком лету када су је спазили и напали немачки ловци који су је принудили на слетање у близини места Черкаск. Док се враћала у своју јединицу, придружила се совјетској моторизованој колони где је, међу рањеницима упознала свог будућег мужа, пилота-ловца Семјона Карламова, док је читао "И тихо тече Дон".
Учествовала је у мисији снабдевања из ваздуха совјетских јединица опкољених на Малој земљи, летевши кроз густу непријатељаку ватру изнад Новоросијска. По повратку у базу, њен авион био је изрешетан мецима, све до њене мапе и њене летачке кациге.
Када је почело немачко повлачење, њена јединица пратила је повлачење кроз Белорусију и Пољску, па све до Немачке. У Пољској је поставила свој лични рекорд обавивши 18 летова у једној ноћи. Попова је током Другог светског рата обавила укупно 852 борбена лета као пилот 588. ноћног бомбардерског пука, који је касније добио почасно звање "гардијски" и преименован је у 46. гардијски ноћни бомбардерски пук.

### Послератни период
46. гардијски ноћни бомбардерски пук демобилисан је у октобру 1945. године и Попова се вратила у свој родни град где су је суграђани дочекали као хероја уз музику и цвеће које су бацали ка њеном аутомобилу. Током дочека, одвезли су је у позориште, где ју је чекало 2.000 људи, међу којима је био и један од припадника морнаричке пешадије којем је помогла на Малој земљи.
Удала се убрзо по завршетку рата - њен муж је наставио са војном каријером и напредовао је до чина пуковника у Совјетском ратном ваздухопловству, док је њен син Александар дипломирао на ваздухопловној академији - а она је наставила да ради као инструктор летења, скоро две деценије. Попова је постала удовица 1990. године.
Попова је умрла 8. јула 2013. године у 91 години живота.

## Одликовања
|  | Херој Совјетског Савеза (23. фебруар 1945), орден бр. 4849 |
|  | Орден Лењина                                               |
|  | Орден Црвене заставе, три пута                             |
|  | Орден Патриотског рата, I класе, два пута                  |
|  | Орден Патриотског рата, II класе                           |